# Памятник Нельсону (Эдинбург)
Памятник Нельсону (англ. Nelson Monument) — мемориальная башня в Эдинбурге (Шотландия), посвященная вице-адмиралу Горацио Нельсону. Монумент был возведен на вершине холма Колтон-Хилл в 1807—1816 годах в честь победы Нельсона над объединенным франко-испанским флотом в Трафальгарском сражении (1805) и в память о гибели самого вице-адмирала в этой битве. В 1852 году башню оснастили механизированным шаром сигнала времени, синхронизированным с Часовой пушкой Эдинбургского замка. В 2009 году была проведена реставрация памятника.
В каждую годовщину Трафальгарского сражения, 21 октября, на башне воспроизводят знаменитый флажной сигнал, который был поднят по приказу Нельсона на флагманском корабле «Виктория» перед началом битвы: «Англия ждёт, что каждый выполнит свой долг».

## История

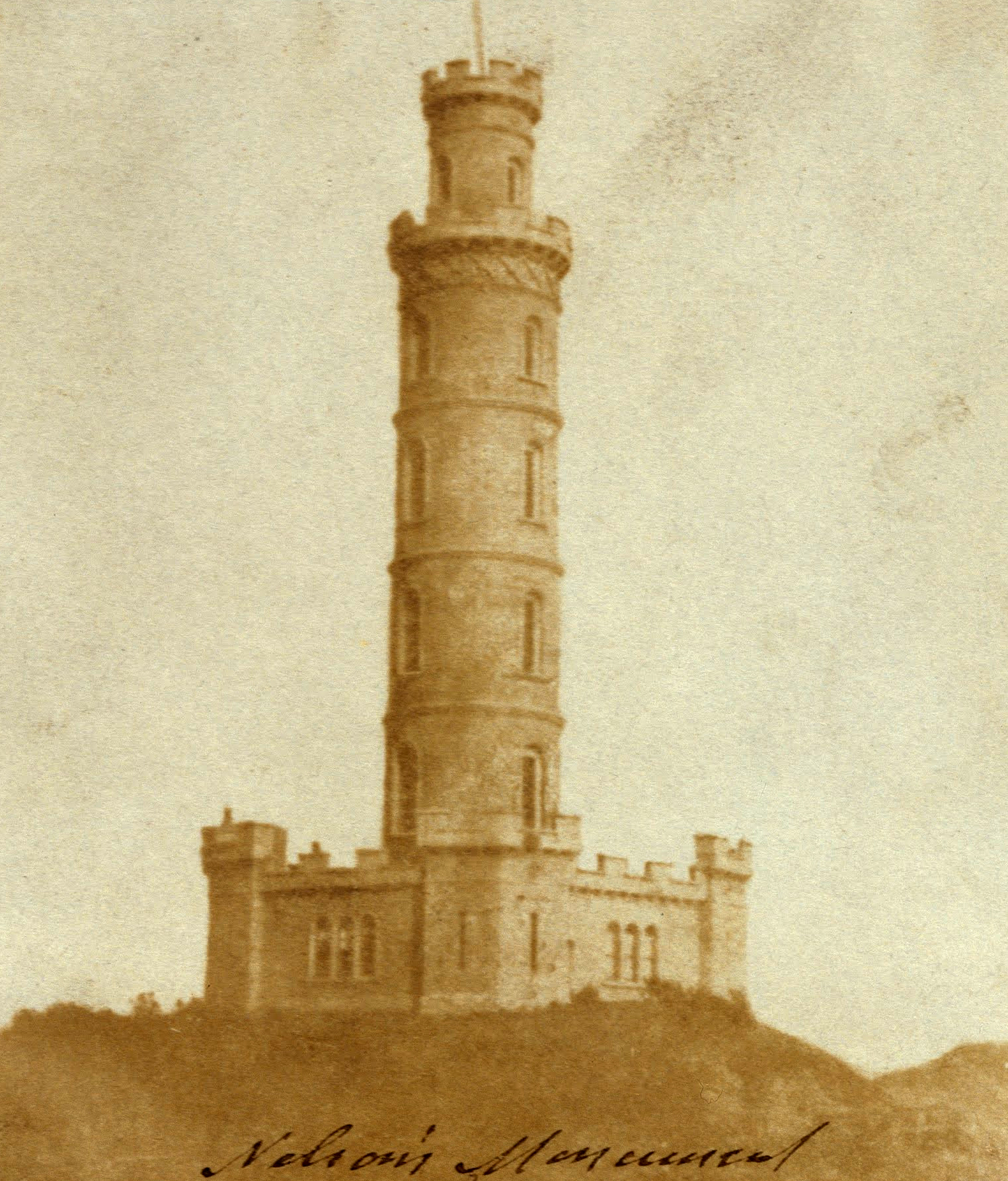
Памятник Нельсону в 1843 году, фотография Роберта Адамсона

Памятник был построен в самой высокой точке Колтон-Хилл, на месте старой мачты, служившей для подачи сигналов судам на реке Форт. Средства на строительство были собраны по подписке, в которой приняли участие многие виднейшие жители Эдинбурга.
Первоначальный проект памятника в форме китайской пагоды, предложенный Александром Нейсмитом, был сочтен слишком дорогостоящим, и предпочтение отдали проекту Роберта Бёрна — башне в виде перевернутой подзорной трубы (тем более что этот предмет тесно ассоциировался с Нельсоном).
Строительство началось в 1807 году и за год было почти доведено до конца, но затем пришлось сделать длительный перерыв из-за недостатка средств. В 1815 году Бёрн умер, и пятиугольную конструкцию с зубчатыми стенами, составляющую основание башни, достроил в 1814—1816 годах новый руководитель проекта, Томас Боннар.
Башня была задумана как береговая сигнальная мачта. Обслуживать ее должны были офицер-сигнальщик и пятеро отставных моряков, которых предполагалось расквартировать в комнатах на первом этаже. Но уже к 1820 году эти помещения стали использовать как чайные комнаты для гостей: посетителей пускали в башню за небольшую плату с самого начала. Позднее на первом этаже была выделена квартира для смотрителя памятника.
В 1966 году памятник Нельсону был включен в список памятников категории А. В 2009 году, в рамках реставрационного проекта «Двенадцать памятников», башня была полностью восстановлена (включая ремонт каменной кладки и металлических конструкций).

## Описание

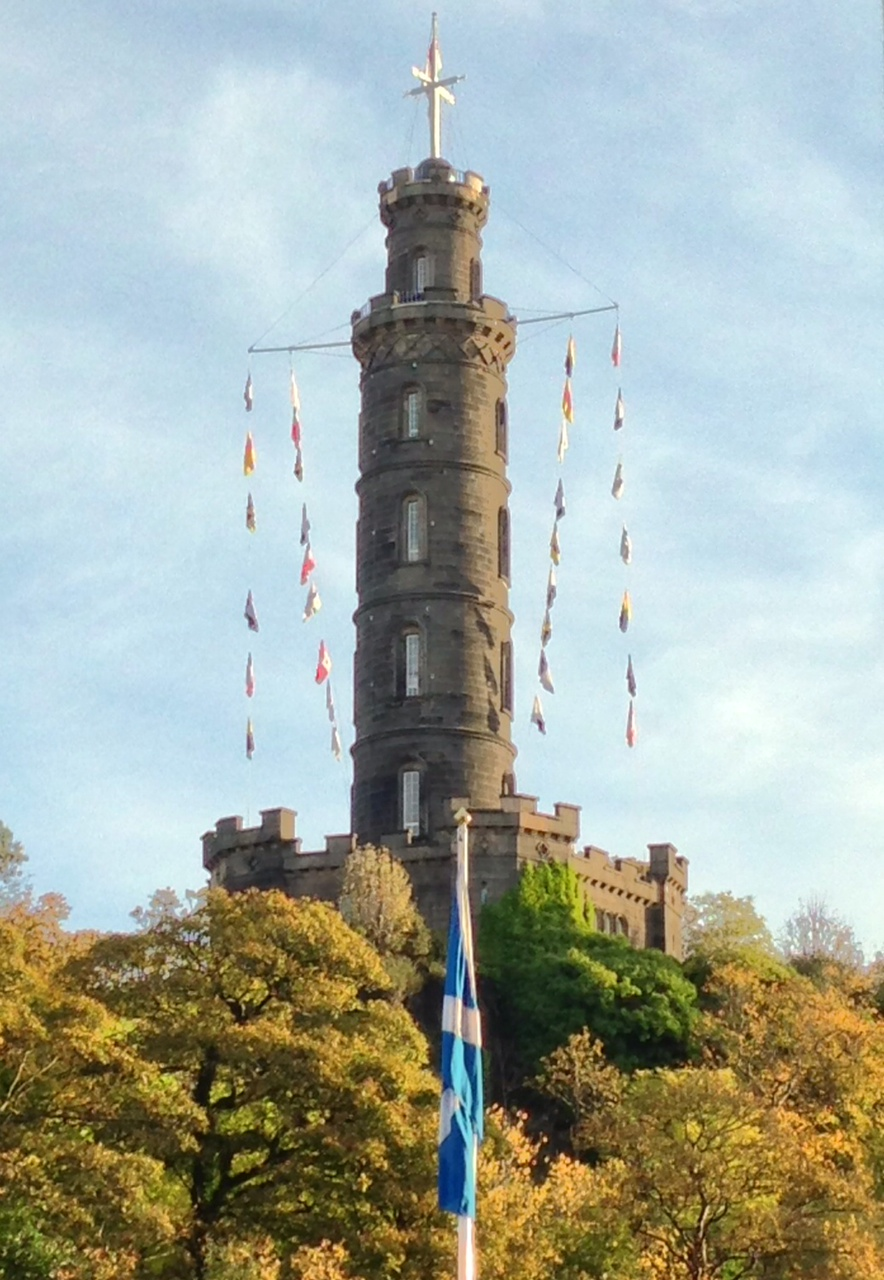
Флажной сигнал на башне памятника Нельсону в годовщину Трафальгарской битвы

Памятник представляет собой 6-этажную башню высотой 32 метра (105 футов), сложенную из тесаного камня. Круглые в плане этажи со второго по пятый надстроены над более широкой по площади пятиугольной конструкцией с зубчатыми стенами; шестой ярус башни у́же предыдущих и обнесен зубчатым парапетом (парапет и стены первого этажа создавали визуальную рифму с зубчатыми стенами Колтонской тюрьмы, стоявшей на южном склоне Колтон-Хилл в конце XVIII — первой трети XX веков). Постройку венчают мачта с крестом, указывающим на четыре стороны света, и шар сигнала времени. Внутренняя винтовая лестница (143 ступени) ведет на открытую для публики смотровую площадку на вершине башни.  

Над входной дверью башни расположена табличка с посвятительной надписью: 
В память о вице-адмирале Горацио, лорде виконте Нельсоне, и о великой победе при Трафальгаре, за которую он заплатил слишком дорогой ценой собственной крови, благодарные жители Эдинбурга возвели этот монумент, — но не того ради, чтобы выразить свою тщетную скорбь о его кончине, и не того ради, чтобы восславить несравненные подвиги, совершенные им при жизни, но дабы на его благородном примере научить своих сыновей подражать тому, кем они так восхищаются, и, подобно ему, быть готовыми умереть за свою страну, если того потребует долг. AD MDCCCV [1805 год].
Стену над табличкой украшает резное изображение 114-пушечного линейного корабля «Сан-Хосе», захваченного Нельсоном в сражении с испанским флотом у мыса Сан-Висенте в 1797 году. Барельефы с изображениями кораблей имеются также в вестибюле башни.

## Шар сигнала времени

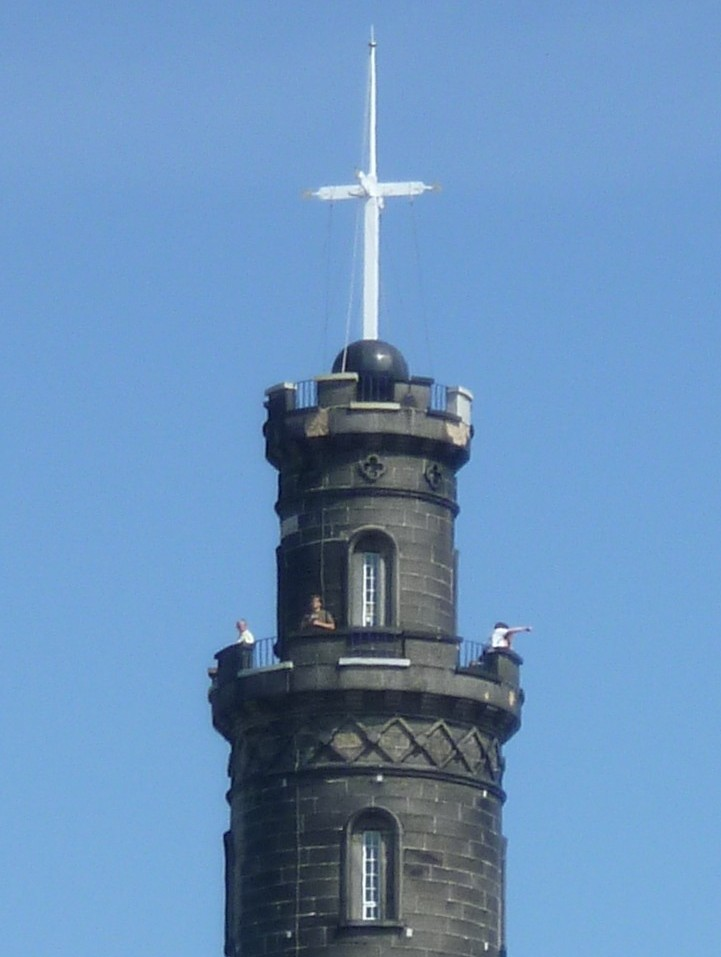
Шар сигнала времени на вершине памятника Нельсону

На вершине башни находится механизированный шар сигнала времени, который поднимается на мачту и ровно в час пополудни падает, подавая визуальный сигнал для сверки часов. Благодаря этому устройству капитаны кораблей, пришвартованных в эдинбургском порту Лит и в заливе Ферт-оф-Форт, получили возможность сверять судовые хронометры, не сходя на берег.
Шар был установлен в 1853 году под руководством Чарльза Пьяцци Смита, королевского астронома Шотландии. На мысль об использовании такого механизма Смита навели часы из Городской обсерватории, расположенной по соседству с башней Нельсона; после установки сигнальный шар соединили с этими часами подземным кабелем длиной около 1225 метра (4020 футов). Механизм был произведен ламбетской компанией «Модсли, сыновья и Фильд» (Maudslay, Sons & Field), ранее изготовившей аналогичное устройство для Гринвичской обсерватории. Работы по установке провела компания «Джеймс Ричи и сын», до сих пор обслуживающая механизм сигнального шара и следящая за его исправностью.
Первоначально шар представлял собой оцинкованное деревянное ядро диаметром около 1,5 метра и массой около 90 кг (в источниках можно встретить утверждение о том, что шар весил 15 хандредвейтов, или 762 кг, но это всего лишь легенда, основанная на преувеличении, которое позволил себе Чарльз Пьяцци Смит в 1853 году). Шар ежедневно поднимали вручную на верхушку мачты незадолго до подачи сигнала. Ровно в 13:00 по кабелю проходил электрический сигнал, приводивший в действие механизм: шар высвобождался из креплений и падал.
В 1861 году в Эдинбургском замке была установлена Часовая пушка для подачи альтернативного, звукового сигнала времени — на случай дождя и тумана, затрудняющих видимость. В 2007 году механизм на башне Нельсона был поврежден бурей. В 2009 году, в ходе реставрации памятника, шар временно сняли с башни для ремонта. 24 сентября того же года он был возвращен на прежнее место и заработал снова. В том же году закрылась Городская обсерватория на Колтон-Хилл, из которой поступал сигнал точного времени, и теперь шар управляется вручную: оператор ориентируется на дымок от выстрела Часовой пушки.